# Euphranor (Bildhauer)
Euphranor (altgriechisch Ἐυφράνωρ) war ein griechischer Künstler des 4. Jahrhunderts v. Chr., der als Bildhauer, Maler und Kunstschriftsteller tätig war.
Nach Plinius stammt er vom „Isthmos“, wahrscheinlich dem korinthischen Isthmos. Er datiert ihn in die 104. Olympiade (364–361 v. Chr.).

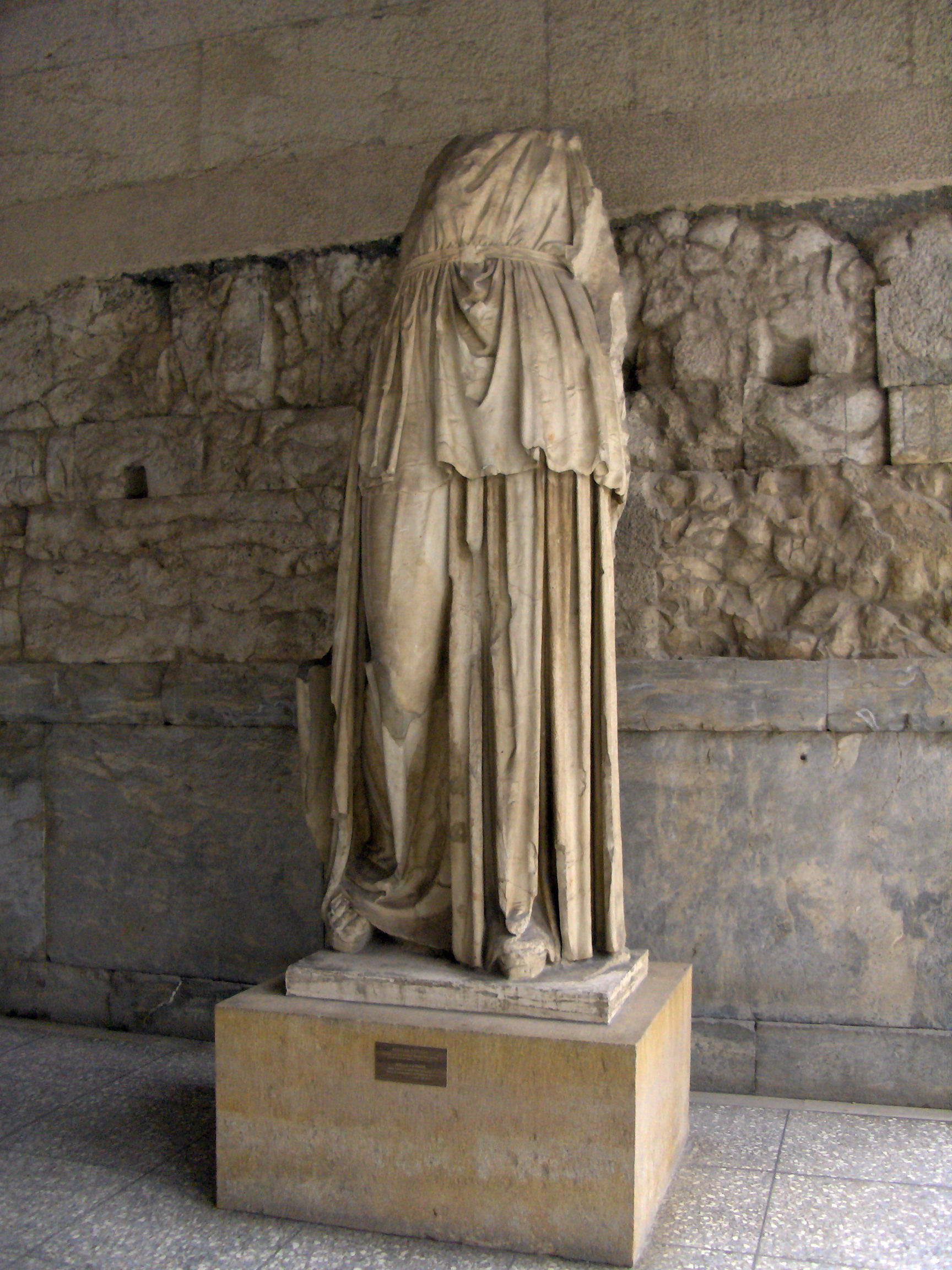
Statue des Apollon Patroos, Athen, Agora-Museum S 2145

In der antiken Literatur werden ihm zahlreiche Werke zugeschrieben, davon ist jedoch nur die fragmentierte Statue des Apollon Patroos in Athen im Original erhalten, sichere römische Kopien der anderen Bildwerke sind nicht nachweisbar.
Statuen
- Marmornes Kultbild des Apollon Patroos in seinem Tempel an der Athener Agora[3]
- Bronzestatue der Athena, von Q. Lutatius Catulus auf das Kapitol in Rom gebracht[4]
- Dionysos-Statue, später in Rom[5]
- Hephaistos-Statue, später in Rom[6]
- Herakles-Statue[7]
- Bronzestatue der Leto mit ihren Zwillingen Apollon und Artemis auf den Armen, später im Concordia-Tempel in Rom[8]
- Bronzestatue des Agathos Daimon[9]
- Bronzene Kolossalgruppe von Arete und Hellas[10]
- Bronzestatue des Paris[11]
- Bronzestatuen Philipp II. und Alexanders auf Viergespannen[12]
- Bronzestatue eines Klitikos (sich krümmenden Athleten) oder eines Kleidouchos („Schlüsselträgers“)[13]
- Statue einer bewundernden oder anbetenden Frau[14]
- Bronzene Zwei- und Viergespanne[15]
- „Typoi“, wohl Bildhauermodelle aus Ton[16]

Gemälde
- Zyklus von drei Bildern in der Stoa des Zeus Eleutherios an der Agora in Athen: die Schlacht von Mantineia 362 v. Chr., die zwölf olympischen Götter und Theseus mit Demokrateia und Demos[17]
- Tafelbild mit dem sich irrsinnig stellenden Odysseus in Ephesos[18]

Ferner werden von ihm eine Schrift über die Symmetrie und eine über die Farbenlehre erwähnt.